# ميخائيل أوكودا
ميخائيل أوكودا (بالإنجليزية: Michael Okuda)‏ هو مصمم جرافيك أمريكي، ولد في القرن العشرين في هاواي في الولايات المتحدة.

## وصلات خارجية
- ميخائيل أوكودا على موقع IMDb (الإنجليزية)
- ميخائيل أوكودا على موقع ميوزك برينز (الإنجليزية)
- ميخائيل أوكودا على موقع قاعدة بيانات الفيلم (الإنجليزية)